# Jill Dougherty

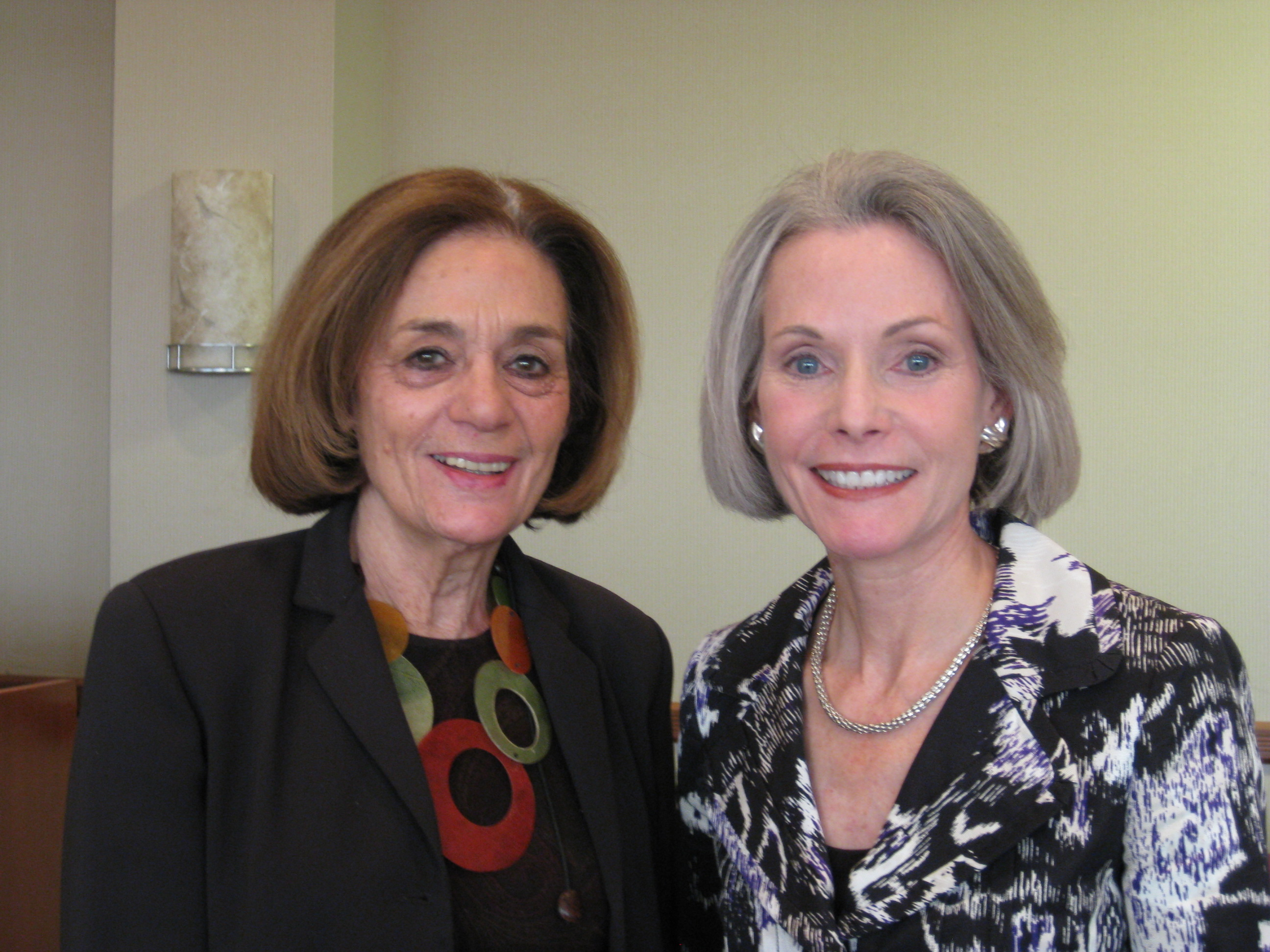
Dougherty (rechts) op de Universiteit van Scranton in 2010.

Jill Dougherty (1949) is een Amerikaans journaliste en academica. Zij wordt beschouwd als expert aangaande de Russische Federatie en de voormalige Sovjet-Unie. 
Dougherty was een groot deel van haar carrière werkzaam als journalist. In 2014 begon zij aan een wetenschappelijke loopbaan. Momenteel is zij een Centennial Fellow en leraar aan de Walsh School of Foreign Service van de Universiteit van Georgetown in Washington D.C.

## CNN
Dougherty was gedurende drie decennia werkzaam als correspondente voor CNN. Ze fungeerde achtereenvolgens als Witte Huis-correspondent, correspondent Buitenlandse aangelegenheden (Amerikaanse State departement), redacteur Amerikaanse aangelegenheden, hoofdredacteur voor Azië en de Pacific, en gedurende bijna een decennium als bureauchef in Moskou.
Dougherty startte als omroeper en auteur in de Russische taal voor de Sovjet-divisie van de Amerikaanse buitenlandzender Voice of America. Na drie decennia verliet zij CNN in 2013. Ze blijft echter beschikbaar als onafhankelijk analist en commentator over de Russische Federatie.

## Opleiding
Dougherty behaalde haar bachelor graad in Slavische talen en Literatuur aan de University of Michigan-Ann Arbor. Haar master verwierf ze aan de Universiteit van Georgetown, waar zij onderzoek deed naar de Russische "soft power"-diplomatie.
Naast haar werk aan de Walsh School in Washington D.C. vervulde zij o.a. "Fellowships" aan de Universiteit van Chicago (journalistiek), de Harvard Kennedy School of Government en het Woodrow Wilson International Center voor leraren in Washington D.C.
Als beginnend student studeerde Dougherty in het Sovjet-tijdperk aan de Staatsuniversiteit van Sint-Petersburg.

## Analyse spanningen tussen Kiev en Moskou, incl. het neerhalen van vlucht MH17
Op 30 juli 2014 publiceerde zij als Shorenstein Fellow (Harvard University) een analyse van de spanningen tussen Oekraïne en de Russische Federatie, sterk toegenomen wegens het vermeende neerhalen van vlucht MH17 door Russisch gezinde strijdgroepen.

## Privé
Dougherty kreeg in 1999 op 50-jarige leeftijd de diagnose borstkanker te verwerken. Met haar moeder als voorbeeld en een aangepaste leefstijl wist zij deze aandoening te boven te komen.